# Нижній Булатець
Нижній Була́тець — село в Україні, у Лубенській громаді Лубенського району Полтавської області. Населення становить 832 осіб. Колишній орган місцевого самоврядування — Засульська сільська громада.

## Географія
Село Нижній Булатець знаходиться на березі безіменної річечки, вище за течією на відстані 1,5 км розташоване село Вищий Булатець, нижче за течією примикає місто Лубни. Поруч проходить автомобільна дорога Т 1713 та залізниця, станція Лубни за 2 км.

## Історія
За Гетьманщини Нижній Булатець входив до 1-ї, пізніше до 2-ї Лубенської сотні Лубенського полку. 
Зі скасуванням полково-сотенного устрою на Лівобережній Україні село перейшло до Лубенського повіту Київського намісництва.
У ХІХ ст. Нижній Булатець перебував у складі Лубенського повіту Полтавської губернії. У той же період  була утворена Нижньобулатецька волость, яка вже за матеріалами перепису 1910 р. не зустрічається. Територія колишньої волості перейшла до Лубенської. 
Рішенням Полтавського облвиконкому від 10 грудня 1968 р. центр Нижньобулатецької сільради Лубенського району перенесено в село Вищий Булатець і сільраду перейменовано на Вищебулатецьку. У 2016 році Вищебулатецька рада увійшла до Засульської сільської громади.

### Голодомор 1933-34 років
Мешканці села КНижній Булатець суттєво потерпали в часи примусової колективізації і, як наслідок, поменшало їх на третину (значна частина яких користаючись близькістю до Лубен втікала від утисків туди), до цього слід додати ще й жертв Голодомору в 1932—1933 роках:
| - Баран Галина Савівна. - Баран Ганна. - Баран Іван Платонович. - Баран Іван Платонович. - Баран Платон Пилипович. - Баран Уляна Олексіївна. - Баран Яким Антонович. - Бондар Олександр Іванович. - Бондаренко Олексій Іларіонович. - Бондарь Трохим Антонович. - Гайдук Петро Трохимович. - Гайдук Порфир Іванович. - Гайдук Тетяна Вікторівна. - Гордієнко Тетяна Михайлівна. - Гордієнко Феокентій Григорович. - Залата Яким Трофимович. - Захарченко Купріян. - Захарченко Ларіон. - Захарченко Оришка. - Звірківська Марія Іванівна. - Звірківський Олександр Степанович. - Звірківський Степан Іванович. - Колісник Анастасія Григорівна. | - Колісник Андрій Якимович. - Колісник Василь Григорович. - Колісник Віра Сергіївна. - Колісник Галина Григорівна. - Колісник Григорій Миколайович. - Колісник Григорій Максимович. - Колісник Дем'ян. - Колісник Єлизавета. - Колісник Захарій Трохимович. - Колісник Марина. - Колісник Марія. - Колісник Микола Калістратович. - Колісник Наталія Іванівна. - Колісник Павло Захарович (1920 р.н.). - Колісник Пелагея Сергіївна. - Колісник Петро. - Колісник Яким. - Конько Григорій Іванович. - Кулик Семен Миронович (1905 р.н.). - Кушнір Іван Іванович. - Кушнір Савелій Онисимович. - Провора Афанасій і його жінка. - Провора Ганна Афанасіївна. - Радченко Ганна Іванівна. | - Радченко Григорій Михайлович. - Рестенко Фанасій Давидович. - Сацька Марія Митрофанівна. - Сацька Соломія Дмитрівна. - Сацький Федір Салифонтович. - Сила Одарка. - Сила Степан. - Сулима Іван Петрович. - Сулима Іван. - Сулима Леонід. - Сулима Терентій Іванович. - Сулима Химка, - Тараненко Федора Прокопівна - Тараненко Яким. - Трохименко Домаха. - Феденко Агафія - Феденко Гнат. - Федоренко Герасим Іванович - Федоренко Євфросинія Іванівна - Хилюк Гнат - Щербань Лука Миколайович - Юрченко Василь - Ярмоленко Іван Сергійович |

12 червня 2020 року, відповідно до розпорядження Кабінету Міністрів України № 721-р «Про визначення адміністративних центрів та затвердження територій територіальних громад Полтавської області», село увійшло до складу Лубенської міської громади.
19 липня 2020 року, в результаті адміністративно - територіальної реформи та ліквідації Лубенського району(1923-2020), село увійшло до складу новоутвореного Лубенського району.

## Населення
Згідно з переписом УРСР 1989 року чисельність наявного населення села становила 1032 особи, з яких 447 чоловіків та 585 жінок.
За переписом населення України 2001 року в селі мешкала 831 особа.

### Мова
Розподіл населення за рідною мовою за даними перепису 2001 року:
| Мова       | Відсоток |
| ---------- | -------- |
| українська | 99,40 %  |
| російська  | 0,48 %   |

## Об'єкти соціальної сфери
- Школа І-ІІІ ст.